# Oxyrhachis spinosa
Oxyrhachis spinosa är en insektsart som beskrevs av Capener 1962. Oxyrhachis spinosa ingår i släktet Oxyrhachis och familjen hornstritar. Inga underarter finns listade i Catalogue of Life.